# Serrotibia unicolor
Serrotibia unicolor es una especie de coleóptero de la familia Salpingidae.

## Distribución geográfica
Habita en Perú.